# Toute révolution est un coup de dés
Pour plus de détails, voir Fiche technique et Distribution.
Toute révolution est un coup de dés est un court métrage français, réalisé par Jean-Marie Straub et Danièle Huillet, sorti en 1977.

## Synopsis
Le poème, Un coup de dés jamais n'abolira le hasard de Stéphane Mallarmé (1897), mis en voix et en images dans le cimetière du Père-Lachaise, à Paris, à proximité de la plaque en hommage aux morts de la Commune de Paris de 1871.
À chaque type de caractère du poème imprimé correspond un récitant.
Le titre du film est une phrase de Jules Michelet.

## Fiche technique
- Titre : Toute révolution est un coup de dés
- Réalisation, montage, production : Danièle Huillet et Jean-Marie Straub
- Photographie : William Lubtchansky et Dominique Chapuis
- Son : Louis Hochet et Alain Donavy
- Assistants : Vincent Nordon, Pierre Donnadieu
- Pays d'origine :  France
- Format : couleur - 35 mm - 1,37:1 - Mono
- Genre :
- Durée : 10 minutes
- Date de sortie : 1977

## Distribution

### Récitants
- Helmut Färber
- Michel Delahaye
- Georges Goldfayn
- Danièle Huillet
- Manfred Blank
- Marilù Parolini
- Aksar Khaled
- Andrea Spingler
- Dominique Villain